# II. Alfonz asztúriai király
II. (Tiszta, Szemérmes) Alfonz (Oviedo, 759 –‎ Oviedo, 842. március 20.) Asztúria királya (791–842), a Kantábriai-házból. Nagyapja, I. (Katolikus) Alfonz és III. (Nagy) Alfonz mellett Asztúria legjelentősebb uralkodójának tartják. (A spanyol források szerint ugyanis III. Alfonz is Asztúria – és nem León – királya volt.)

## Uralkodása
II. Alfonz apja I. (Kegyetlen) Fruela király volt. Édesanyja Munia. II. Alfonz belharcok után, 791-ben, I. (Diakónus) Bermudo lemondását követően tudott trónra lépni. Uralma lendületet adott a reconquistának, azaz az Ibériai-félsziget móroktól való visszafoglalása folyamatának. 794-ben, 811-ben, 812-ben, 816-ban és 825-ben is legyőzte őket.
Kapcsolatba lépett Nagy Károly frank uralkodóval, a Szent Római Birodalom (avagy, ahogyan a birodalmat a későbbi története alapján inkább nevezik, a Német-Római Császárság) császárával. Az országot is megnyitotta a frank befolyás előtt. Ez a nemesség egy részének ellenállásába ütközött, akik a királyt még átmenetileg fogságba is ejtették.

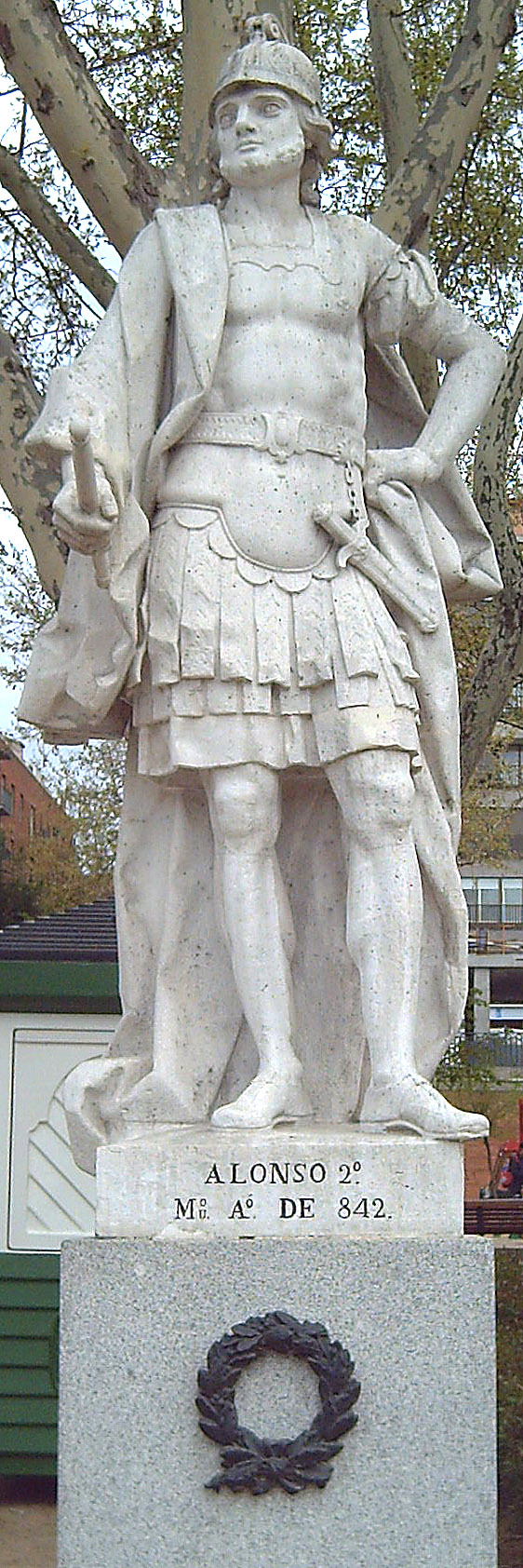
II. Alfonz szobra Madridban

A királyság székhelyét Praviából Oviedóba tette át, és itt püspökséget alapított, Idősebb Szent Jakab apostol – Galicia apostola – sírhelye megtalálásának helyén pedig megalapította az ismert zarándokhelyet, Santiago de Compostelát. Sokat fáradozott a királyság nemzeti identitásának megteremtéséért. A szerzetesi természetű királynak (felesége Berta (?), akiről közelebbit nem tudunk) gyermeke nem született, ezért utóda I. Bermudo fia, I. Ramiro lett.